# The Ultimate Collection (Barry White)
The Ultimate Collection è un greatest hits del cantante statunitense Barry White, pubblicato il 25 gennaio 2000 dalla Mercury Records.

## Tracce
CD 1
Testi e musiche di Barry White, eccetto dove indicato.
1. I'm Gonna Love You Just a Little More Baby – 4:10
2. I've Got So Much to Give – 5:16
3. Never, Never Gonna Give You Up – 4:01
4. Honey Please, Can't Ya See – 3:15
5. Can't Get Enough of Your Love, Babe – 3:51
6. Baby Blues – 5:38 (Barry White, Marty Brooks, Tony Sepe)
7. You're the First, the Last, My Everything – 4:33 (Sterling Radcliffe, Tony Sepe, Barry White)
8. What Am I Gonna Do with You – 3:40
9. I'll Do for You Anything You Want Me To – 4:08
10. Let the Music Play – 4:15
11. You See the Trouble with Me – 3:23 (Ray Parker Jr, Barry White)
12. My Sweet Summer Suite – 4:59
13. Don't Make Me Wait Too Long – 4:42
14. I'm Qualified to Satisfy You – 3:05
15. Midnight and You – 5:09 (Billy Page, Gene Page)

CD 2
1. Love's Theme – 4:08
2. It's Ecstasy When You Lay Down Next to Me – 3:24 (Ekundayo Paris, Nelson Pigford)
3. Oh What a Night for Dancing – 3:56 (Barry White, Vance Wilson)
4. Playing Your Game, Baby – 3:38 (Smeed Hudman, Austin Johnson)
5. Your Sweetness Is My Weakness – 4:41
6. Just the Way You Are – 4:10 (Billy Joel)
7. Love Serenade, Pts. 1 & 2 – 7:48
8. Satin Soul – 4:15
9. It Ain't Love, Babe (Until You Give It) – 4:19 (Paul Politi, Barry White)
10. Love Makin' Music – 4:57 (Aaron Schroeder, Jerry Ragovoy)
11. Sho' You Right – 3:59 (Jack Perry, Barry White)
12. Put Me in Your Mix – 4:32 (Howard Johnson, Barry White)
13. Practice What You Preach – 3:55 (Gerald Levert, Edwin "Tony" Nicholas, Barry White)
14. Come On – 3:48 (James Harris III, Terry Lewis, Barry White)
15. Staying Power – 3:59 (Joey Paschal, Rory Holmes)

## Classifiche

### Classifiche settimanali
| Classifiche (2000) | Posizione massima |
| ------------------ | ----------------- |
| Australia          | 5                 |
| Austria            | 19                |
| Belgio (Fiandre)   | 1                 |
| Belgio (Vallonia)  | 3                 |
| Finlandia          | 2                 |
| Germania           | 35                |
| Irlanda            | 6                 |
| Italia             | 6                 |
| Norvegia           | 2                 |
| Nuova Zelanda      | 6                 |
| Paesi Bassi        | 23                |
| Spagna             | 38                |
| Stati Uniti        | 148               |
| Svezia             | 4                 |
| Svizzera           | 73                |

### Classifiche di fine anno
| Classifica (1999) | Posizione |
| ----------------- | --------- |
| Svezia            | 28        |
| Classifica (2000) | Posizione |
| Australia         | 35        |
| Belgio (Fiandre)  | 23        |
| Belgio (Vallonia) | 23        |
| Svezia            | 64        |